# Teramo Calcio 1990-1991
Questa pagina raccoglie le informazioni riguardanti il Teramo Calcio nelle competizioni ufficiali della stagione 1990-1991.

## Rosa
| N. |                   | Ruolo | Calciatore          |
| -- | ----------------- | ----- | ------------------- |
|    | Italia (bandiera) |       | Centofanti          |
|    | Italia (bandiera) | A     | Enrico Chiesa       |
|    | Italia (bandiera) | A     | Francesco Codice    |
|    | Italia (bandiera) | D     | Ercole D'Eustacchio |
|    | Italia (bandiera) | C     | Luca Di Domenico    |
|    | Italia (bandiera) | A     | Alberto Diodicibus  |
|    | Italia (bandiera) | C     | Ulisse Di Pietro    |
|    | Italia (bandiera) | C     | Michele Di Simoni   |
|    | Italia (bandiera) | D     | Angelo Drogheo      |
|    | Italia (bandiera) | C     | Valerio Gazzani     |
|    | Italia (bandiera) | D     | Fabio Grillo        |
|    | Italia (bandiera) | A     | Antonio Iannetti    |

| N. |                   | Ruolo | Calciatore          |
| -- | ----------------- | ----- | ------------------- |
|    | Italia (bandiera) | C     | Francesco Iannetti  |
|    | Italia (bandiera) | P     | Sergio Marcon       |
|    | Italia (bandiera) | P     | Giuseppe Moro       |
|    | Italia (bandiera) | C     | Patrick Moro        |
|    | Italia (bandiera) | A     | Mauro Pernarella    |
|    | Italia (bandiera) | D     | Luigi Pierleoni     |
|    | Italia (bandiera) | D     | Paolo Scotti        |
|    | Italia (bandiera) | C     | Pasquale Sensibile  |
|    | Italia (bandiera) | A     | Alfredo Smirni      |
|    | Italia (bandiera) | A     | Sandro Susi         |
|    | Italia (bandiera) | A     | Christian Valentini |

## Risultati

### Campionato

#### Girone di andata
| 16 settembre 1990 1ª giornata | Teramo | 0 – 2 | Chieti |  |

| 23 settembre 1990 2ª giornata | Francavilla | 0 – 0 | Teramo |  |

| 30 settembre 1990 3ª giornata | Teramo | 1 – 1 | Rimini |  |

| 7 ottobre 1990 4ª giornata | Altamura | 0 – 2 | Teramo |  |

| 14 ottobre 1990 5ª giornata | Teramo | 0 – 0 | Vastese |  |

| 21 ottobre 1990 6ª giornata | Fasano | 0 – 2 | Teramo |  |

| 4 novembre 1990 7ª giornata | Teramo | 0 – 0 | Sambenedettese |  |

| 11 novembre 1990 8ª giornata | Trani | 1 – 0 | Teramo |  |

| 18 novembre 1990 9ª giornata | Teramo | 0 – 2 | Jesi |  |

| 25 novembre 1990 10ª giornata | Martina | 0 – 3 | Teramo |  |

| 2 dicembre 1990 11ª giornata | Teramo | 1 – 0 | Riccione |  |

| 9 dicembre 1990 12ª giornata | Bisceglie | 0 – 0 | Teramo |  |

| 16 dicembre 1990 13ª giornata | Teramo | 2 – 1 | Civitanovese |  |

| 30 dicembre 1990 14ª giornata | Giulianova | 1 – 0 | Teramo |  |

| 6 gennaio 1991 15ª giornata | Teramo | 2 – 1 | Vis Pesaro |  |

| 13 gennaio 1991 16ª giornata | Lanciano | 0 – 0 | Teramo |  |

| 20 gennaio 1991 17ª giornata | Teramo | 1 – 0 | Molfetta |  |

#### Girone di ritorno
| 3 febbraio 1991 18ª giornata | Chieti | 0 – 0 | Teramo |  |

| 10 febbraio 1991 19ª giornata | Teramo | 1 – 1 | Francavilla |  |

| 17 febbraio 1991 20ª giornata | Rimini | 0 – 1 | Teramo |  |

| 24 febbraio 1991 21ª giornata | Teramo | 3 – 0 | Altamura |  |

| 3 marzo 1991 22ª giornata | Vastese | 0 – 0 | Teramo |  |

| 17 marzo 1991 23ª giornata | Teramo | 1 – 0 | Fasano |  |

| 24 marzo 1991 24ª giornata | Sambenedettese | 0 – 0 | Teramo |  |

| 30 marzo 1991 25ª giornata | Teramo | 4 – 1 | Trani |  |

| 7 aprile 1991 26ª giornata | Jesi | 0 – 0 | Teramo |  |

| 14 aprile 1991 27ª giornata | Teramo | 3 – 0 | Martina |  |

| 28 aprile 1991 28ª giornata | Riccione | 1 – 1 | Teramo |  |

| 5 maggio 1991 29ª giornata | Teramo | 1 – 0 | Bisceglie |  |

| 12 maggio 1991 30ª giornata | Civitanovese | 2 – 0 | Teramo |  |

| 19 maggio 1991 31ª giornata | Teramo | 2 – 0 | Giulianova |  |

| 26 maggio 1991 32ª giornata | Vis Pesaro | 2 – 1 | Teramo |  |

| 2 giugno 1991 33ª giornata | Teramo | 0 – 0 | Lanciano |  |

| 9 giugno 1991 34ª giornata | Molfetta | 1 – 0 | Teramo |  |